# Jacksonville (Vermont)
Jacksonville es una villa ubicada en el condado de Windham en el estado estadounidense de Vermont. En el año 2010 tenía una población de 223 habitantes y una densidad poblacional de 74 personas por km².

## Geografía
Jacksonville se encuentra ubicada en las coordenadas 42°47′50″N 72°49′13″O / 42.79722, -72.82028.

## Demografía
Según la Oficina del Censo en 2000 los ingresos medios por hogar en la localidad eran de $33,438 y los ingresos medios por familia eran $34,821. Los hombres tenían unos ingresos medios de $26,500 frente a los $21,786 para las mujeres. La renta per cápita para la localidad era de $17,485. Alrededor del 9.2% de la población estaban por debajo del umbral de pobreza.